# Jatisari (Jatiasih)
Jatisari is een bestuurslaag in het regentschap Kota Bekasi van de provincie West-Java, Indonesië. Jatisari telt 30.390 inwoners (volkstelling 2010).